# Rosa 'Minette'
Rosa 'Minette' — зимостойкий сорт старых садовых роз классов розы Альба, центифольные розы.
Сорт часто встречается в Ленинградской области в приусадебных садах и во дворах. Не обмерзает, растёт без ухода.
Некоторые авторы высказывают предположение, что в родословной этого сорта присутствует Rosa carolina.

## Биологическое описание
Предположительно, самый долгоживущий из сортов класса. Известны кусты, возраст которых превышает 50 лет.
Высота куста - 120—150 см. Листья сложные, листочков 6—9 (эллиптические, тупые, светло-зелёные, край зубчатый).
Цветки 5—6,3 см в диаметре, махровые, выглядят, как слегка «растрёпанные», светло-розовые, слегка темнеющие к центру. Аромат сильный. Завязь голая, овальной или яйцевидной формы. Чашелистики покрыты волосками, не железистые.
Цветение однократное. Плоды не завязывает или завязывает редко.

## В культуре
Шведское общество любителей роз (The Swedish Rose Society) рекомендует 'Minette' для севера Швеции.
Устойчивость к дождю слабая.
Зоны морозостойкости: от 3b—9b.
Размножается делением куста.

## Болезни и вредители
Устойчивость к болезням высокая. Бутоны во влажной среде поражаются серой гнилью, но даже без профилактики цветение очень обильное.